# Meragisa proxima
Meragisa proxima är en fjärilsart som beskrevs av William Schaus 1912. Meragisa proxima ingår i släktet Meragisa och familjen tandspinnare. Inga underarter finns listade i Catalogue of Life.